# Hallmark Channel
Hallmark Channel ist ein US-amerikanischer Fernsehsender, der zu den Kabelsendern der Crown Media Holdings gehört, einer Geschäftseinheit des Unternehmens Hallmark Cards. Das an die ganze Familie gerichtete Programm besteht aus Eigen- und Fremdproduktionen, darunter Fernsehserien, Filme, Fernsehfilme, Miniserien und Lifestyle-Shows. Der Hallmark Channel verfügt über mehrere internationale Ableger und den Schwestersender Hallmark Movies & Mysteries.
Seit November 2023 wird Hallmark Channel von etwa 70.000.000 Pay-TV-Haushalten in den Vereinigten Staaten empfangen – ein Rückgang gegenüber dem Höchststand von 90.000.000 Haushalten im Jahr 2015.

## Geschichte

### Anfänge des Hallmark Channels
Die Geschichte des Hallmark Channels geht auf die Markteinführung eines gemeinsamen Netzwerks der beiden separaten, religiös orientierten Kabelkanäle American Christian Television (ACTS) und Vision Interfaith Satellite Network (VISN) im letzten Quartal 1992 zurück, die sich einen von nun an einen gemeinsamen Satellitentransponderslot auf dem Satelliten Galaxy III und somit auch einen gemeinsamen Sendeplatz teilten, was beträchtliche Ersparnisse ermöglichte. Unter dem Abkommen, das die Sendezeiten regelte, wurde das gemeinsame Netzwerk unter dem Namen VISN/ACTS gegründet. Hierbei hatte jedes der Netzwerke eine gewisse Zeit zugemessen bekommen, in der es senden durfte. Beide Netzwerke behielten ihre eigenen Logos bei.
VISN startete am 1. Juli 1988 und wurde von der National Interfaith Cable Coalition in Zusammenarbeit mit mehreren Kabelanbietern gegründet. Am Tag wurden ca. 16 Stunden gesendet, wobei ausschließlich religiöse Programme gezeigt wurden, die unter anderem von protestantischen Glaubensgemeinschaften wie der Evangelisch-methodistischen Kirche, der Evangelisch-Lutherischen Kirche in Amerika und der Vereinigten Kirche Christi initiiert wurden. Auch Programme der Römisch-katholischen Kirche, der Kirche Jesu Christi der Heiligen der Letzten Tage, der Juden und des Islams fanden in Programm Platz. VISN strahlte diese während der Morgen- und Abendstunden aus. ACTS nahm den Betrieb im Jahr 1984 auf und war im Besitz der Southern Baptist Convention. Der Sender ACTS strahlte Programme des Evangelikalismus, des Fundamentalismus und von nicht-charismatischen christlichen Gruppen wie der SBC, der Christian Reformed Church in North America und der Association of Regular Baptist Churches, sowie Sendungen bekannter Protestanten wie Jerry Falwell, Charles Stanley und D James Kennedy, aus. Zudem zeigten beide Sender religiöse Kinder-Programme, von denen sich einige thematisch überschnitten, beispielsweise Sunshine Factory, Joy Junction, Davey and Goliath und Jot.
1993 wurde der Sender in Faith and Values Channel umbenannt. Dabei wurden in kleinem Maße weltliche Programme, Fitness- und Kochshows, familienorientierte Dramen-Serien und Filme ins Programm aufgenommen. 1995 erwarb Tele-Communications Inc. eine 49-%-Beteiligung an den Faith and Values Channel und übernahm die Führung des Senders. Von nun an wurden mehr weltliche Programme hinzugefügt und das religiöse Programm wurde auf ca. 10 Stunden pro Tag reduziert. 1996 wurde der Sender in Odyssey Network umbenannt. Der Sender wurde bei On-Air-Aktionen oft nur Odyssey genannt. Zudem startete eine Website, Odysseyfamily.com, die verwendet wurde, um Programmlisten für den Sender zu veröffentlichen.
Im November 1998 kauften Crown Media Holdings und The Jim Henson Company Mehrheitsbeteiligungen am Odyssey Network. Am 4. April 1999 folgte der Umbau des Programms des Senders unter der Führung der neuen Inhaber. Dabei wurde das religiöse Programm erneut auf bis zu vier Stunden pro Tag verringert und man konzentrierte sich verstärkt auf familienbezogene Unterhaltung, darunter auch einige klassische Sitcoms, Kinder-Programme und zusätzliche Filme. 2000 verkaufte Henson seine Beteiligungen am Sender an Crown Media Holdings. Dadurch fiel ein Großteil der Kindersendungen und des religiösen Programms aus dem Angebot. Diese fanden nur noch in wenigen Stunden am Sonntag Platz im Programm.

### Geschichte als Hallmark Channel

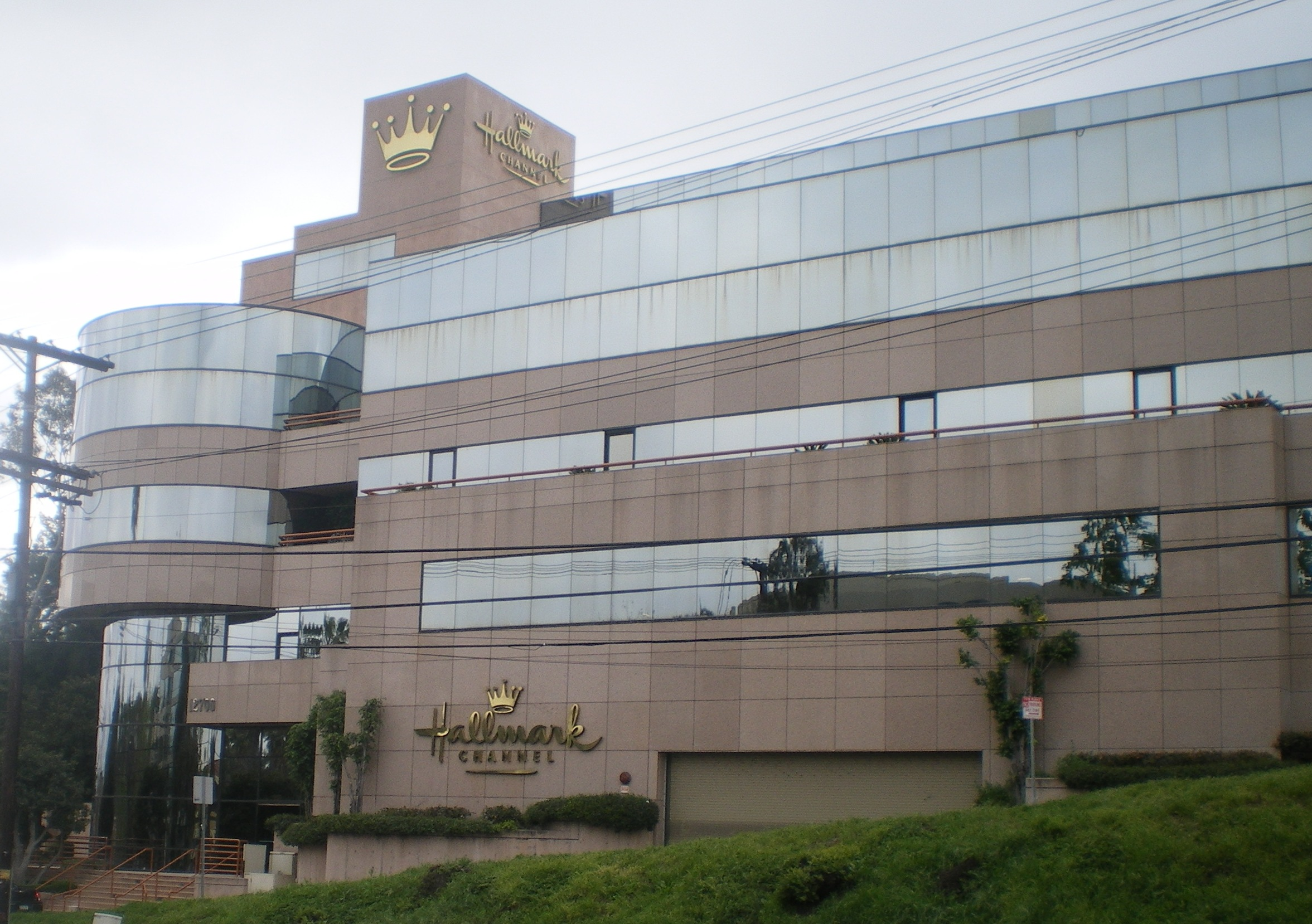
Hauptverwaltungssitz im Stadtteil Studio City in Los Angeles

Am 5. August 2001 erfolgte die Neugründung und erneute Neuveröffentlichung unter dem Namen Hallmark Channel. Dabei wurde der Sender restrukturiert und infolgedessen das religiös orientierte Programm aus dem Angebot entfernt und verstärkt auf Familienunterhaltung wie Sitcoms, Dramen und andere Unterhaltungsformate gesetzt. Die National Interfaith Cable Coalition besaß weiterhin etwa 5 % des Senders und produzierte weiterhin Inhalte für den Sender. In Asien wurde der von Crown Media erworbene Kermit Channel nun unter dem Hallmark Channel-Brand neuveröffentlicht und gewährte diesem einen dreistündigen Programmblock im Netzwerk.
2002 strahlte der Hallmark Channel seine Morgenshow New Morning, die werktags erschien, aus, die 2005 um eine an Sonntagen ausgestrahlte Version der Show, die von Naomi Judd unter dem Titel Naomi New Morning erschien, ergänzt wurde. Sie wurde im Frühjahr 2007 wieder aus dem Programm genommen.
David Evans erhielt bis zu seinem Rücktritt im Mai 2006 das Amt des CEO des neu entstehenden Netzwerks. Bis zur Ernennung eines neuen CEO, dem ehemaligen Court TV-Vorsitzenden Henry Schleiff, blieb das Netzwerk bis Oktober 2006 ohne formellen Geschäftsführer. Schleiff überwacht alle Divisionen des Netzwerkes.
Im Januar 2007 wurde die Krone des Hallmark-Logos entfernt, obwohl sie noch teilweise bei der Ausstrahlung, in Werbungen und in anderssprachigen Varianten des Kanals zu sehen war. Am 27. Mai 2007 startete die nationale, öffentliche Initiative Watch With Me mit dem Ziel der Förderung des gemeinsamen Fernsehens von Familien, um „mehr Zeit miteinander zu verbringen“.
Im Jahr 2008 gab der Hallmark Channel den Beginn einer Markenkampagne bekannt, im Rahmen derer ein überwiegend goldfarbenes Logo und der neuen Werbespruch Make Yourself At Home eingeführt wurde. Im Februar 2008 erwarb Hillary Clinton im Zuge des Präsidentschaftswahlkampfs 2008 einen einstündigen Primetime-Sendeplatz für eine Dauerwerbesendung, die am 4. Februar, dem Vorabend der Super-Tuesday-Vorwahlen in den USA, zwischen 21 und 22 Uhr ausgestrahlt wurde.
Henry Schleiff trat am 6. Mai 2009 als CEO des Hallmark Channels zurück. Der ehemalige Vize-Präsident der Werbeabteilung William J. Abbott wurde daraufhin zum Geschäftsführer befördert. Beide Beteiligten sagten aus, es sei ein freundschaftlicher Rücktritt. Ende Mai teilte Crown Media Holdings mit, sie seien zu einem Verkauf des Kanals bereit, da sie eine Milliarde Schulden hätten. Nachdem sich ein Monat lang kein zukünftiger Käufer gefunden hatte, stellte Crown Media das Netzwerk ab und begründeten dies mit dem fehlenden Interesse am Kanal. Im Juni 2009 entschied Abbott, dass Crown Media den Hallmark Channel für jüngere Zuschauer interessanter machen wolle, aber dennoch auch das vorherige Publikum, die älteren Zuschauer, erreichen wolle und dass man nun „leichtere Kost“ wie Komödien anbieten werde. Crown Media wolle die Schulden im nächsten Jahr refinanzieren.
Mitte Juni 2009 gab das Netzwerk bekannt, sie würden von nun an 30-sekündige, individuelle Werbespots für einen einzelnen Werbebetreibenden einführen, die sogenannten „Fast Breaks“. Diese würden in etwa doppelt so viel wie ein regulärer, auf dem Hallmark Channel ausgestrahlter, 30-sekündiger Werbespot kosten. Der erste Käufer eines solchen Spots war das Versicherungsunternehmen Mutual of Omaha.
Im Januar 2010 wurde das On-Air-Design für die HD-Übertragung überarbeitet, indem eine hauptsächlich lavendelfarbene Farbgebung und die Einführung des Neuen Werbespruchs Celebrate Life's Moments eingeführt wurden. Im gleichen Monat zelebrierte der Hallmark Channel den 100. Geburtstag der Marke Hallmark.
Seit dem 1. Februar 2010 ist der Hallmark Channel in HD empfangbar.

## Programm
Das Programm des Hallmark Channels besteht aus Fernsehfilmen, aus Klassischen und noch laufenden TV-Serien. Des Weiteren werden Miniserien der Hallmark Hall of Fame-Reihe gezeigt. Viele Filme dieser Reihe bestehen aus ursprünglich von der CBS ausgestrahltem Material. Momentan wird die Serie über das Netzwerk zwei Wochen nach der Erstausstrahlung auf dem Kanal der ABC ausgestrahlt. ABC begann die Ausstrahlung der Reihe im April 2011.
Programme, die auf dem Kanal erstausgestrahlt werden, umfassen die Talk-Show The Home and Family Show, die dem ABC-Family-Kanal im April 1996 entsprang und Janette Oke: Die Coal Valley Saga, basierend auf den Romanen von Janette Oke. Cedar Cove war die erste eigens für den Hallmark Channel geschriebene Serie, basierend auf Romanen von Debbie Macomber und hatte ihre Premiere im Juli 2013.
Am 2. Februar 2014 wurde das Event Kitten Bowl erstmals während des Super Bowl XLVIII ausgestrahlt. Es wurde zuerst von Beth Stern ausgerichtet als Konterprogramm für den Super Bowl  entwickelt. Es wurde in der Halbzeit des Super Bowls ausgestrahlt und weist Ähnlichkeiten zum neun Jahre früher auf Animal Planet erschienenen Event Puppy Bowl auf.

### Serien
Das Serienprogramm des Senders besteht zum größten Teil aus Wiederholungen älterer Serien, aber auch neuere Serien wie The Middle von anderen Sendern, davon kommt der größte Teil von CBS, finden im Programm Platz. Seit 2013 produziert der Sender auch eigene Serien wie Cedar Cove – Das Gesetz des Herzens oder When Calls the Heart. Weitere Serien sind in Planung.

### Filme
Neben Fremdproduktionen laufen eine Vielzahl von eigenproduzierten Filmen im Hallmark Channel sowie auch Filme vom Schwestersender Hallmark Movie Channel. Bekannte Beispiele für eigenproduzierte Filme des Hallmark Channels wären Pandemic – Tödliche Erreger oder Eine Prinzessin zu Weihnachten.

### Shows
Vom 1. Oktober 2012 bis am 4. August 2021 strahlte der Kanal die Talkshow Home and Family wochentags um 10 und teilweise um 9 Uhr aus.

### Saisonale Programmschwerpunkte
Vom ersten Wochenende im November bis zum ersten Januar strahlt der Hallmark Channel einen saisonalen Programmblock unter dem Namen Countdown to Christmas aus, der aus einem Mix von eigenproduzierten Weihnachtsfilmen, Romanzen in winterlichem Ambiente, Specials und jahreszeitlich orientiertem Originalprogramm besteht. Von der ersten Hälfte des Februars bis zum Valentinstag wird ein Programmblock ausgestrahlt, der hauptsächlich aus Romanzen besteht. Des Weiteren werden besondere Filme und Specials für den Mutter- und Vatertag zwischen Mai und Juni und ein auf Halloween zugeschnittenes Programm (darunter die The Good Witch-Filmreihe) während des Oktobers ausgestrahlt.

## Internationale Ableger
Der Name Hallmark wird auch für verschiedene Kabel-Kanäle weltweit eingesetzt. Die Internationalen Ableger des Hallmark Channel wie beispielsweise in Italien, Asien, Australien und Russland sind im Besitz der NBCUniversal. Diese benutzen die Marke und den Namen Hallmark, haben aber unterschiedliche Programme und Standards als der Hallmark Channel in den USA.

### On Location
Am 21. Juli 2008 wurde die Website um eine exklusive Onlineserie mit dem Titel On Location erweitert, die hauptsächlich Interviews und Behind-The-Scenes-Material von für den Hallmark Channel produzierten Filmen enthält. Diese sind auf der jeweiligen Microsite eines Films zu finden. Im Juli 2007 erlebte die Serie als Inside Story ihren Soft-Launch und umschloss Material von Avenging Angel Charlie & Me, The Good Witch, Daniel's Daughter, und The Note. Das Programm wurde 2009 erneuert, hierbei wurden die „On-Camera“-Szenen eingestellt.

### Online-Movie-Shop
Am 29. Januar 2009 kündigte Crown Media die Entwicklung eines Online-Movie-Shops mit Produkten wie beispielsweise DVDs und filmbezogenen Produkten aus der Hallmark-Bibliothek an. Der Movie-Shop wird durch ein Amazon-Partner-Programm betrieben.

## Slogans
- „Make Yourself at Home“ (2001–2008)
- „The Heart Of TV“ (seit 2008)

## Kontroversen

### Konflikt mit AT&T
Der Hallmark Channel und der vom Hallmark Channel betriebene Hallmark Movie Channel wurden am 1. September 2010 aus dem Angebot des AT&T Dienstes AT&T U-verse entfernt und konnten folglich nicht mehr darüber empfangen werden. AT&T begründete dies damit, dass die Kosten, die sie für die Ausstrahlung des Senders tragen müssen, nicht im Verhältnis zum Zuspruch, den der Hallmark Channel genießt, steht.